# Hilara mollicella
Hilara mollicella är en tvåvingeart som beskrevs av White 1916. Hilara mollicella ingår i släktet Hilara och familjen dansflugor. Inga underarter finns listade i Catalogue of Life.